# Hamam (Kozan)
Hamam ist ein Ortsteil (Mahalle) im Landkreis Kozan der türkischen Provinz Adana mit 1.286 Einwohnern (Stand: Ende 2024). Im Jahr 2011 zählte Hamam 1.825 Einwohner.